# Fort Bourguignon
Pour les articles homonymes, voir Bourguignon.
Le Fort Bourguignon (ou Fort Monsival) est l'une des nombreuses fortifications faisant partie de la ceinture fortifiée de Pula, en Croatie, qui ont été construites par l'Empire autrichien dans la seconde moitié du XIXe siècle.

## Conception
La principale raison de la construction de la forteresse était de protéger le port de Pula, le principal port naval autrichien. C'était l'une des dernières forteresses construites qui utilisaient des anneaux de fortification intérieurs, formant un arc dans un rayon de 2,5 kilomètres pour protéger le port. Elle a été nommée d'après l'amiral autrichien Anton Bourguignon von Baumberg. La forteresse a été inspirée par la conception de la forteresse de 1820 de l'archiduc Maximilien d'Autriche-Este pour protéger Linz, en Autriche. Les forteresses de Pula diffèrent de la forteresse originale de Linz en ce que les forteresses plus anciennes construites entre les années 1851-1855 sont plus petites et moins bien fortifiées que celles construites dix ans plus tard, comme le fort Bourguignon.

## Histoire
Initialement appelé Fort Monsival, il a été construit de 1861 à 1866, comme une forteresse encerclée de deux étages avec une petite cour circulaire au centre .

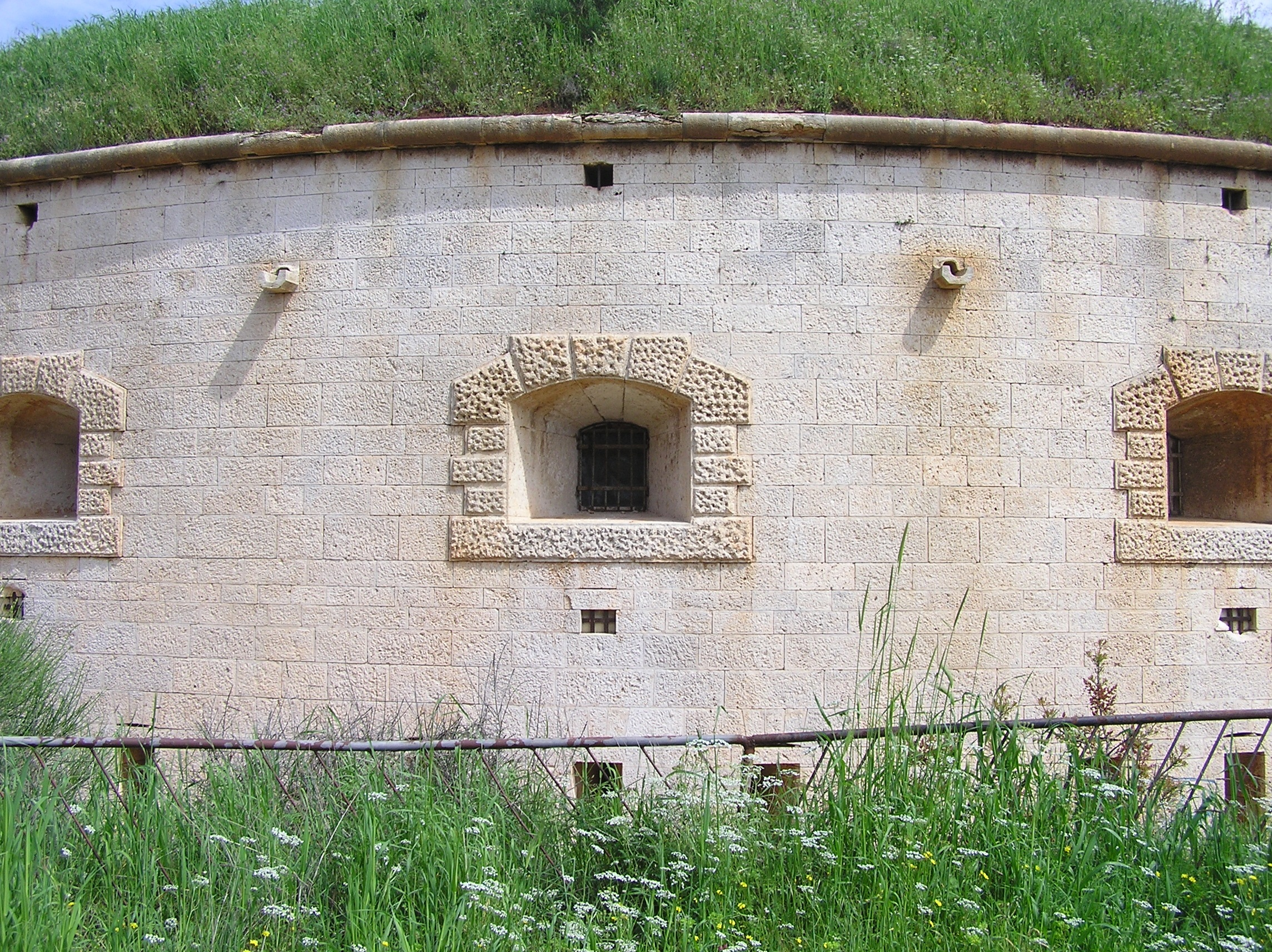
Fort Bourguignon

On ne sait pas quand la forteresse a cessé d'être utilisée comme fortification, mais elle a été utilisée pendant la troisième guerre d'indépendance italienne en 1866. Peu de temps après, elle a été considérée comme non opérationnelle, mais les dommages sur le toit montrent qu'elle a été utilisée pendant la Première Guerre mondiale comme abri de l'armée. Dans les années 1970, le canal de protection était à moitié rempli de déchets. Dix ans plus tard, un groupe de jeunes militants a transformé le fort en l'un des deux endroits les plus populaires pour les soirées rave sur la côte sud de l'Adriatique.
Malgré un bus hop in hop off qui vous dépose à proximité (stop nmr 6), le fort n'est plus ouvert aux visites.

## Description
Le couloir fait face à la cour et s'étend à chaque étage, tandis que 20 casemates forment l'enveloppe extérieure de la forteresse. Le fort a trois embrasures à l'étage inférieur pour les fusils et une embrasure à l'étage supérieur pour un canon . Le plafond est soutenu par des poutres en chêne massif, qui divisaient autrefois les deux étages de chaque casemate. Il n'en reste que quelques-unes.
Le toit de la forteresse, qui pouvait pivoter à 360 degrés, servait de plate-forme mobile pour l'artillerie. Le toit de fer a probablement été construit vers la fin du XIXe siècle.
L'entrée du Fort était protégée par un pont-levis sur un fossé et deux caponnières. Un mur offre une galerie et des embrasures pour les fusils. L'armement standard des forteresses de Pula, et probablement aussi du fort Bourguignon, était le mortier de 305 mm, le canon autrichien le plus célèbre pendant la Première Guerre mondiale.